# New Edition ~Maximum Hits~
Albums de MAX
Jewel of Jewels
(2006) Be Max
(2010)
New Edition, sous-titré ~Maximum Hits~ (titré en capitales : NEW EDITION ~MAXIMUM HITS~) est le troisième album de remix de titres du groupe MAX.

## Présentation
L'album sort le 10 décembre 2008 au Japon sur le label Sonic Groove, près de trois ans après le précédent album du groupe, Jewel of Jewels. Il atteint la 30e place du classement des ventes de l'Oricon, et reste classé pendant huit semaines. Il se vend mieux que les deux albums précédents (dont un autre album de remix, Maximum Trance), mais moins bien que ceux sortis auparavant . Il sort également au format CD+DVD avec une pochette différente et incluant un DVD en supplément.
L'album sort pour fêter le retour au sein du groupe de la chanteuse Mina, qui l'avait quitté en 2002, alors remplacée par Aki. Il contient des versions remixées par divers DJ de douze tubes du groupe, parus en single dans leurs versions d'origine dans les années 1990 ; il contient aussi une nouvelle chanson en bonus en fin d'album, Are You Ready?. Le DVD de l'édition CD+DVD contient les clips vidéo des douze titres originaux, dans leur ordre de parution, ainsi qu'un making of.

## Liste des titres
(Pour les crédits et détails des titres, voir les articles de leurs disques d'origine ; le titre no 13 est écrit par Mona, composé par Adam Baptiste, David Astrom et Patrik Berggren, et arrangé par Koma2 Kaz.)
| CD    | CD                                                                   | CD                                     | CD    | CD | CD | CD | CD | CD | CD |
| No    | Titre                                                                | Titre d'origine / Remixeurs            | Durée |    |    |    |    |    |    |
| ----- | -------------------------------------------------------------------- | -------------------------------------- | ----- | -- | -- | -- | -- | -- | -- |
| 1.    | Ride on Time (Eighteen Degrees. Mix) (Ride on time ...)              | 10e single / Eighteen Degrees.         | 4:41  |    |    |    |    |    |    |
| 2.    | Love Is Dreaming (Takashi Ikezawa Mix) (Love is Dreaming ...)        | 7e single / Toshiyuki Abe              | 5:25  |    |    |    |    |    |    |
| 3.    | Shinin' On - Shinin' Love (Takashi Ikezawa Mix)                      | 8e single / Toshiyuki Abe              | 4:50  |    |    |    |    |    |    |
| 4.    | Ginga no Chikai (Sada Mix) (銀河の誓い ...)                          | 14e single / Toshiyuki Abe             | 5:25  |    |    |    |    |    |    |
| 5.    | Love Impact (Pax Japonica Groove Mix) (Love impact ...)              | 12e single / Yukiyasu Wada             | 4:33  |    |    |    |    |    |    |
| 6.    | Issho ni... (Gira Mundo Mix) (一緒に･･･ ...)                         | 15e single / Satoshi Hosoi             | 5:44  |    |    |    |    |    |    |
| 7.    | Seventies (Anthology Disc Studio Mix) (seventies ...)                | 4e single / Toshiyuki Abe              | 4:43  |    |    |    |    |    |    |
| 8.    | Get My Love! (Ryosuke Nakanishi aka Studio-R Mix) (GET MY LOVE! ...) | 5e single / Toshiyuki Abe              | 3:45  |    |    |    |    |    |    |
| 9.    | Tora Tora Tora (DJ Planet Mix) (TORA TORA TORA ...)                  | 3e single / Naoyuki Osada              | 3:53  |    |    |    |    |    |    |
| 10.   | Give Me a Shake (Wall5, SpiceMagic Mix) (Give me a Shake ...)        | 6e single / SpiceMagic, Wall 5         | 5:10  |    |    |    |    |    |    |
| 11.   | Grace of My Heart (Ryosuke Nakanishi aka Studio-R Mix)               | 11e single / Toshiyuki Abe             | 4:58  |    |    |    |    |    |    |
| 12.   | Hikari no Veil (Clazziquai Project Remix) (閃光-ひかり-のVEIL ...)   | 9e single / Shim Jin Bo                | 5:50  |    |    |    |    |    |    |
| 13.   | Are You Ready? (Titre bonus)                                         | Nouveau titre / mix : Hiroto Kobayashi | 3:39  |    |    |    |    |    |    |
| 62:36 |                                                                      |                                        |       |    |    |    |    |    |    |

| 1.  | Tora Tora Tora (TORA TORA TORA)                       | Clip vidéo du 3e single  |  |
| 2.  | Seventies (seventies)                                 | Clip vidéo du 4e single  |  |
| 3.  | Get My Love! (GET MY LOVE!)                           | Clip vidéo du 5e single  |  |
| 4.  | Give Me a Shake (Give me a Shake)                     | Clip vidéo du 6e single  |  |
| 5.  | Love Is Dreaming (Love is Dreaming)                   | Clip vidéo du 7e single  |  |
| 6.  | Shinin' On - Shinin' Love (Shinin' on - Shinin' love) | Clip vidéo du 8e single  |  |
| 7.  | Hikari no Veil (閃光-ひかり-のVEIL)                   | Clip vidéo du 9e single  |  |
| 8.  | Ride on Time (Ride on time)                           | Clip vidéo du 10e single |  |
| 9.  | Grace of My Heart (Grace of my heart)                 | Clip vidéo du 11e single |  |
| 10. | Love Impact (Love impact)                             | Clip vidéo du 12e single |  |
| 11. | Ginga no Chikai (銀河の誓い)                          | Clip vidéo du 14e single |  |
| 12. | Issho ni... (一緒に･･･)                               | Clip vidéo du 15e single |  |
| 13. | Making (2008 photo session)                           | Making of                |  |